# Dreadnought (cómic)
Los Dreadnoughts son un tipo de robot ficticio que aparece en los cómics estadounidenses publicados por Marvel Comics. Ellos son frecuentemente empleados por organizaciones malvadas, se describen diferentes formas dentro de dichas organizaciones como Hydra y Maggia. Los robots aparecieron por primera vez en Strange Tales # 154 (mayo de 1940).

## Biografía del personaje ficticio
El Dreadnought es un instrumento no sensible de combate robótico creado originalmente por la organización subversiva Hydra para su uso en operaciones de comando diferentes. Fue utilizado primero en un intento de entrar al Helitransporte de S.H.I.E.L.D. y asesinar al director Nick Furia.
Más tarde, el diseño y las especificaciones del mismo se vendieron al cártel criminal, Maggia, que construyó el Dreadnought Plateado.
Algún tiempo más tarde, Advanced Idea Mechanics diseñó una nueva versión, el Dreadnought 2000, almacenado en Target Technologies en Rutherford, Nueva Jersey.
Una versión reconstruida fue utilizada años más tarde, durante un ataque para destruir Londres, donde el robot tuvo que luchar contra Union Jack.
Zeke Stane más tarde construyó algunos nuevos modelos Dreadnought que fueron utilizados por el Mandarín en un plan para acabar con Iron Man. Los Dreadnoughts atacaron el Dique de las Tres Gargantas en China.

## Poderes y habilidades
El Dreadnought fue diseñado por Hydra, y el Dreadnought Plateado fue construido por Maggia. Sus materiales, el diseño y construcción robótica de una aleación de acero de titanio le proporcionan al Dreadnought fuerza sobrehumana, resistencia, durabilidad y reflejos. Tiene inteligencia artificial limitada, y no la capacidad de la actividad automotivada. Está programado para el combate cuerpo a cuerpo en el estilo de un boxeador estadounidense y para los usos de combate de sus incorporados subsistemas de armas.
Los guanteletes de las versiones originales y Plateadas del Dreadnought tienen inyectores lanzallamas, capaz de disparar una mezcla de hidrazina-oxígeno líquido. Sus nudillos están llenos de picos que pueden ser disparados como balas de un rifle. Desde los módulos montados como orejas, el Dreadnought genera una poderosa carga eléctrica que conduce en todo el bastidor de su cuerpo y a través de la realización del material. El Dreadnought no tiene la capacidad para proyectar esta electricidad, sino que es capaz de electrizar a través del tacto. Los ojos de sensores ópticos de imagen del Dreadnought son proyectores de haz de partículas de rayos gamma que pueden irradiar un objetivo. La boca del Dreadnought está conectada a un tanque de gas de freón refrigerado que le permite al Dreadnought un ataque de un solo uso de aliento congelante.
El Dreadnought modelo 2000, diseñado por Advanced Idea Mechanics, tiene proyectores de guantelete que disparan chorros a alta presión o bien de agua, oxígeno líquido, ácido, petróleo, adhesivo potente, gas anestésico y / o napalm, y / o rayos capaces de licuar el acero o solidificar gases en el aire. También cuenta con los ocho picos de los nudillos lanzados de pólvora, campo eléctrico en todo el cuerpo, proyectores de rayos de partículas de rayos gamma en sus sensores de imágenes ópticos y dispensador de gas de freón refrigerado en la cavidad de la "boca" de los modelos anteriores.

## En otros medios

### Televisión
- Los Dreadnoughts aparecen en The Avengers: Earth's Mightiest Heroes episodio "La llegada de Iron Man." Son liberados por Hydra para atacar a Iron Man después de que derrotó a los Agentes de Hydra. Iron Man logra derrotar a los Dreadnoughts. Aquí los Dreadnoughts están construidos en torno a la Tecnología Stark y son básicamente versiones completamente robóticas de los Mandroides de S.H.I.E.L.D..
- Los Dreadnoughts aparecen en la serie animada Avengers Assemble, con la voz de David Kaye (robot de cuatro patas),[6] y de Jason Spisak (traje de batalla de Justin Hammer).[6]Justin Hammer construye tres versiones: un robot gigante de cuatro patas, la representación original y un traje de batalla experimental. En el episodio "Una Falla en el Sistema", las variantes de Dreadnoughts están bajo el control de Ultron para atacar a los Vengadores tanto en la Torre de los Vengadores como en las instalaciones de Industrias Hammer, cada una de las cuales son destruidas por los Vengadores.

### Videojuegos
- Los Dreadnoughts son enemigos en Spider-Man: Web of Fire para la Sega 32X.
- En el juego Iron Man, Iron Man combate al Dreadnought en Afganistán. En este juego, Dreadnought parece un tanque grande con lanzadores de misiles y tiene la capacidad para crear una explosión de energía que afecta al traje de Iron Man.
- Los Dreadnoughts aparecen en Marvel Heroes. Son convocados durante la batalla contra el Doctor Doom.